# Instituto Federal Goiano
Instituto Federal de Educação, Ciência e Tecnologia Goiano foi criado, de acordo com a Lei 11.892/2008, mediante integração do Centro Federal de Educação Tecnológica de Rio Verde, Centro Federal de Educação Tecnológica de Urutaí, e da Escola Agrotécnica Federal de Ceres. Sua Reitoria está instalada em Goiânia.
Atualmente conta com 12 campi nas cidades de: Campos Belos, Catalão, Ceres, Cristalina, Hidrolândia, Ipameri, Iporá, Morrinhos, Posse, Rio Verde, Trindade e Urutaí.

## Histórico
As Instituições que formam hoje a Rede Federal de Educação Profissional, Científica e Tecnológica são originárias, em grande parte, das 19 escolas de aprendizes artífices instituídas por um decreto presidencial de 1909 assinado pelo então presidente Nilo Peçanha. Essas escolas, inicialmente subordinadas ao Ministério dos Negócios da Agricultura, Indústria e Comércio, são transferidas em 1930 para a supervisão do Ministério da Educação e Saúde Pública. Sete anos depois, são transformadas nos Liceus Industriais. Em 1942, os liceus passam a se chamar escolas industriais e técnicas e em 1959, escolas técnicas federais – configuradas como autarquias.
Ao longo desse tempo, constituiu-se uma rede de escolas agrícolas – as Escolas Agrotécnicas Federais. Esse ensino técnico teve ênfase numa época em que o Brasil, em franco desenvolvimento agrícola e industrial, necessitava ampliar seu contingente de mão de obra técnica especializada. Logo a Educação Profissional e Tecnológica assumiu valor estratégico para o desenvolvimento nacional resultante das transformações das últimas décadas.
Na mais recente dessas transformações nasce o Instituto Federal Goiano (IF Goiano), criado por meio da Lei 11.892, de 29 de dezembro de 2008, juntamente com outros 37 Institutos Federais de Educação, Ciência e Tecnologia. As novas instituições são fruto do reordenamento e da expansão da Rede Federal de Educação Profissional e Tecnológica, iniciados em abril de 2005.
De acordo com o disposto na Lei, o Estado de Goiás ficou com dois Institutos: o Instituto Federal Goiano (IF Goiano) e o Instituto Federal de Goiás (IFG). O IF Goiano integrou os antigos Centros Federais de Educação Tecnológica (Cefets) de Rio Verde, de Urutaí e sua respectiva Unidade de Ensino Descentralizada de Morrinhos, mais a Escola Agrotécnica Federal de Ceres (EAFCE) – todos provenientes de antigas escolas agrícolas. Como órgão de administração central, o IF Goiano tem uma Reitoria instalada em Goiânia, Capital do Estado. Em 2010, a Instituição inaugurou mais um campus em Iporá e em 2014 iniciou atividades em três novos campi, em Campos Belos, Posse e Trindade. Além destes, a Instituição também possui quatro campi avançados, nas cidades de Catalão, Cristalina, Ipameri e Hidrolândia, totalizando doze unidades em Goiás.
O IF Goiano é uma autarquia federal detentora de autonomia administrativa, patrimonial, financeira, didático-pedagógica e disciplinar, equiparado às universidades federais. Oferece educação superior, básica e profissional, pluricurricular e multicampi, especializada em educação profissional e tecnológica nas diferentes modalidades de ensino. Atende atualmente mais de seis mil alunos de diversas localidades.
No ensino superior prevalecem os cursos de tecnologia, especialmente na área de Agropecuária, e os de bacharelado e licenciatura. Nos cursos técnicos, o IF Goiano atua preferencialmente na forma integrada ao ensino médio, atendendo também ao público de jovens e adultos, por meio do Programa Nacional de Integração da Educação Profissional com a Educação Básica na Modalidade de Educação Jovens e Adultos (Proeja). A Instituição também atua na pós-graduação, com a oferta de três cursos de mestrado e, atualmente, é o único Instituto Federal do país a ofertar curso de doutorado.
Mais recentemente o IF Goiano aderiu a Escola Técnica Aberta do Brasil (e-Tec) e passou a ofertar inicialmente, desde 2012, sete Cursos Técnicos na modalidade semipresencial, segundo os pressupostos da Educação a Distância. O IF Goiano oferta cursos em EaD em todas as microrregiões geográficas do Estado de Goiás, atingindo mais de 60 municípios que firmaram parceria para abertura de 55 pólos de EaD, com aproximadamente quase 7.000 estudantes matriculados.

## Campi

### Campus Campos Belos
O Campus Campos Belos iniciou suas atividades de ensino no mês de agosto de 2014 ofertando duas turmas do curso técnico em Informática (na modalidade Concomitante e Subsequente) totalizando 80 vagas, para os períodos matutino e vespertino. O mesmo ocorreu no primeiro semestre de 2015, entretanto, além das duas novas turmas de Informática, os cursos técnicos de Administração, Meio Ambiente e Segurança do Trabalho passaram a ser ofertados na modalidade Ensino à Distância, totalizando 240 vagas para estes cursos. Para o segundo semestre de 2015, estão sendo ofertadas 80 vagas para o curso técnico em Comércio, sendo uma turma para a modalidade integrado ao ensino médio (PROEJA) e outra na modalidade concomitante ou subsequente ao ensino médio.
Em 2017, o IF Goiano - Campus Campos Belos está ofertando cursos gratuitos nas seguintes áreas: Agropecuária, Comércio, Informática e Pós Graduação Lato Sensu.
A modalidade de ensino médio integrado ao ensino técnico é aquela que contempla, ao mesmo tempo, tanto a formação no ensino médio quanto a formação no ensino técnico, ou seja, o aluno terá aulas das disciplinas do ensino médio em conjunto com as disciplinas do curso técnico. Ao final o aluno terá a formação no ensino médio e no curso técnico. Nessa modalidade oferecemos dois cursos integrados: Técnico em Agropecuária e Técnico em Informática para Internet.
A modalidade de ensino técnico concomitante ou subsequente ao ensino médio é voltada àqueles candidatos que já estão cursando o ensino médio em outra instituição ou que já concluíram o ensino médio e que desejam obter a formação no curso técnico. Nessa modalidade oferecemos dois cursos: Técnico em Comércio e Técnico em Informática para Internet.

### Campus Ceres
A história do Instituto Federal Goiano, Campus Ceres, começa a ser traçada com a criação da Escola Agrotécnica Federal de Ceres que teve início a partir de um projeto apresentado pelo então vereador Benito César Caldas ao Congresso Nacional. A implantação da Escola era um anseio de toda a sociedade local, que esperava, com isso, implementar o plantio, ensinando aos jovens técnicas de cultivo para melhorar a produção já existente, além de possibilitar a implantação de novas culturas. Mas sua construção só teve início no dia 1º de novembro de 1988, com a garantia de que sua conclusão se daria no final de 89, o que não ocorreu. Por mais de três anos a obra ficou paralisada, sendo necessário muito trabalho, sacrifício e luta de todos os segmentos organizados de Ceres, políticos, empresários, representantes de classe e trabalhadores.
Em 30 de janeiro de 1993, a Escola foi criada e transformada em autarquia federal. Sua inauguração ocorreu um ano mais tarde, em 30 de janeiro de 1994, tendo as atividades letivas se iniciado no dia 06 de março de 1995, com a primeira turma de técnicos em agropecuária composta por 160 alunos.

### Campus Cristalina
Em 2019, o Campus avançado Cristalina passa por uma mudança administrativa e nominal, se tornando Campus Cristalina. Com essa migração, o Campus tem a autonomia para aplicar da forma que lhê caber os recursos, migrando a administração orçamentária da Reitoria para a unidade, ficando com a responsabilidade o Diretor Geral de Campus.

### Campus Iporá
A construção do Campus Iporá do IF Goiano começou em 2008, quando a unidade foi criada, vinculada ao então Centro Federal de Educação Tecnológica (Cefet) de Rio Verde. Naquele mesmo ano, o governo federal reestruturou a rede federal de educação profissional e tecnológica, criando os Institutos Federais. Pela nova organização, o Instituto Federal Goiano reuniu a Escola Agrotécnica de Ceres, o Cefet de Urutaí e sua unidade de Morrinhos, e o Cefet de Rio Verde e sua recém-criada unidade de Iporá.
A inauguração do Campus Iporá, já como unidade autônoma em relação a Rio Verde, aconteceu em 1º de fevereiro de 2010, enquanto as atividades letivas tiveram início em agosto daquele ano.
A escolha de Iporá para implantação de uma unidade da rede federal de educação foi, principalmente, resultado da intensa mobilização da população do município. Dessa maneira, desde sua implantação, o campus busca responder às demandas por formação profissional e difundir conhecimentos científicos e tecnológicos para oferecer suporte aos arranjos produtivos não só de Iporá, mas de toda região oeste de Goiás, que ainda possui baixos indicadores de desenvolvimento econômico e social, em relação ao restante do estado.

### Campus Morrinhos
Em atividade desde 1997, o IF Goiano - Campus Morrinhos é referência na região Sul de Goiás como instituição pública federal promotora de Educação Profissional, Científica e Tecnológica nas áreas de Ciências Agrárias, Alimentos, Pedagogia e Informática.
Em sua história, o Campus Morrinhos já passou por diversas fases. No início, a instituição foi criada como Escola Agrotécnica Federal de Urutaí - Unidade Descentralizada (Uned) de Morrinhos, resultado da parceria entre o Governo Federal, o Governo do Estado e a Prefeitura de Morrinhos. Posteriormente, as escolas técnicas passaram por mudança em todo o Brasil e a unidade passou a se chamar Centro Federal de Educação Tecnológica (Cefet) de Urutaí - Uned Morrinhos.
Em dezembro de 2008, o antigo Cefet - Uned Morrinhos tornou-se o Instituto Federal Goiano - Campus Morrinhos, de acordo com o disposto na Lei 11.892, de 29 de dezembro de 2008, que cria os Institutos Federais de Educação, Ciência e Tecnologia em todo o país.
A Unidade Descentralizada foi, então, elevada à categoria de campus do Instituto Federal Goiano, ao lado das demais unidades da instituição: Ceres, Iporá, Rio Verde e Urutaí. A mudança trouxe autonomia administrativa plena para a instituição, possibilitando um desenvolvimento mais acelerado, maior qualidade no serviço prestado e maior celeridade no cumprimento das demandas internas.

### Campus Posse
Fruto da segunda etapa do plano de expansão da Rede Federal de Educação Profissional e Tecnológica, o Campus Posse iniciou suas atividades em 2013, com a oferta de cursos de Formação Inicial e Continuada (FIC), e abriu, em 2014, o curso técnico em Informática. Após mapear as demandas de formação profissional e tecnológica da região, em 2015 passou a ofertar dois novos cursos técnicos: Administração e Agropecuária. Em 2016, além destes cursos, oferta também o Técnico em Agropecuária integrado ao ensino médio. Já em 2017, foi formada a primeira turma do curso de pós-graduação lato sensu de Ensino de Humanidades. Em 2018, iniciou-se o primeiro curso superior do campus: bacharelado em Agronomia, reafirmando o compromisso com o desenvolvimento da região, oferecendo formação desde a educação básica até a pós-graduação.
Ainda em caráter provisório, sua estrutura física oferece as condições necessárias para o bom funcionamento da unidade, com salas de aulas, laboratórios e biblioteca climatizados, secretaria e demais setores administrativos devidamente equipados. O espaço definitivo do campus está em construção, com previsão de entrega para 2018. A sede fica às margens da Rodovia GO-453, SN, Fazenda Vereda do Canto, na entrada do município. A nova estrutura terá capacidade para aproximadamente 1,2 mil alunos, sendo que o projeto prevê também uma fazenda-escola.
O Campus Posse vem se destacando como instituição pública de ensino em decorrência do comprometimento de seus servidores com o desenvolvimento socioeconômico do nordeste goiano e com a superação das profundas desigualdades socioeconômicas que estigmatizam o município de Posse/GO e região.

### Campus Rio Verde
O Campus Rio Verde do Instituto Federal Goiano está localizado na região sudoeste do Estado de Goiás; oferece educação Técnica e Tecnológica gratuita.
Sua história começa a ser escrita aos 05 de junho de 1967 quando é instalado e começa a funcionar como Ginásio Agrícola. Passam-se os anos e o Ginásio Agrícola é transformado em Colégio Agrícola no ano de 1969, passando a oferecer o curso de Técnico Agrícola.
Continuando sua jornada como ponto de referência do ensino agrícola, no estado de Goiás e no cenário nacional; em 1979 o Colégio Agrícola de Rio Verde – GO é transformado em Escola Agrotécnica Federal de Rio Verde – GO, continuando assim a escrever sua história. É chegado o ano de 2002 e por Decreto do então Presidente da República, a Escola Agrotécnica Federal de Rio Verde passa a denominar-se Centro Federal de Educação Tecnológica de Rio Verde – GO.

### Campus Trindade
Fruto da segunda etapa do plano de expansão da Rede Federal de Educação Profissional e Tecnológica, o Campus Trindade iniciou suas atividades no primeiro semestre de 2015, com a oferta dos cursos técnicos em Informática para Internet, Eletrotécnica, Edificações e Automação Industrial. Por ser uma unidade urbana, os cursos previstos para este campus estão voltados, preferencialmente, para as áreas de Indústria e Serviços. Em 2018 a unidade passou a ofertar graduações em Engenharia Civil e Elétrica, e no ano seguinte Engenharia da Computação. Planos futuros indicam a inserção do curso de Engenharia Mecatrônica.
A unidade está construída em uma área de 43 mil metros quadrados, na zona urbana da cidade. Sua estrutura contempla um auditório para 200 pessoas, biblioteca, laboratórios profissionais para atividades práticas dos cursos técnicos, laboratórios específicos de informática, química, física e biologia, salas de aula e dependências administrativas. A construção da segunda etapa da unidade, programada para 2020, prevê ginásio poliesportivo, espaço de vivência, bloco administrativo e prédio para Educação a Distância (EaD).
Além das capacitações presenciais, o Campus Trindade também é responsável pela produção das aulas dos cursos a distância do IF Goiano. Atualmente a Instituição oferta seis cursos técnicos nessa modalidade, atendendo a mais de 70 municípios em Goiás.

### Campus Urutaí
O Campus Urutaí foi criado pela lei 1.923 de 28 de julho de 1953, com a denominação de Escola Agrícola de Urutaí-GO, subordinada a então Superintendência do Ensino Agrícola e Veterinário – SEAV, do Ministério da Agricultura, iniciou suas atividades em março de 1956, nas instalações da antiga Fazenda Modelo, oferecendo o Curso de Iniciação Agrícola e de Mestre Agrícola.
Em 13/02/64 foi alterada a denominação de Escola para Ginásio Agrícola de Urutaí-GO, pelo Decreto nº 53558. E a partir de fevereiro de 1970, o estabelecimento recuperou suas condições de Ginásio Agrícola e, posteriormente, em 21/12/77, foi autorizado a funcionar com o Curso Técnico em Agropecuária em nível de 2º Grau, com a denominação de Escola Agrotécnica Federal de Urutaí, conforme portaria n º 32, de 21/12/77. Já em 16 de novembro de 1993, a Escola Agrotécnica Federal de Urutaí-GO foi constituída sob a forma de Autarquia Federal, mediante a Lei 8.731/93, vinculada à Secretaria de Educação Média e Tecnológica do Ministério da Educação e do Desporto-MEC. O atual Regulamento Interno foi aprovado em agosto de 1998, pelo MEC. Através da portaria nº 46, de 13 de janeiro de 1997, o Ministro de Estado da Educação e do Desporto autorizou a Escola Agrotécnica Federal de Urutaí-GO a promover o funcionamento da Unidade de Ensino Descentralizada – UNED de Morrinhos-GO. Em 1999, ainda com Escola Agrotécnica, foi implantado o Curso Superior de Tecnologia em Irrigação e Drenagem, curso este que credenciou a Instituição junto ao MEC para o processo de Cefetização. Em 16 de Agosto de 2002, foi transformada em Centro Federal de Educação Tecnológica, por força de um decreto presidencial e em 2003 foi implantado o Curso Superior de Tecnologia em Sistemas de Informação.
A partir de 29 de Dezembro de 2008 passou a se chamar Instituto Federal Goiano Campus Urutaí.

## Campi Avançados

### Catalão
O Município de Catalão foi selecionado na política de expansão dos Institutos Federais para a implantação de Unidade de Educação Profissional, segundo Ofício nº 564/2013/SETEC/MEC, de 10/04/2013 e conforme ainda as Portarias do MEC, nº. 1.291, de 30/12/13 e nº 505 de 10/06/2014, culminando com Protocolo de Intenções firmado entre o IF Goiano, a Prefeitura Municipal de Catalão e a Secretaria de Estado da Educação de Goiás, em 10 de maio de 2013.
O IF Goiano - Câmpus Avançado Catalão está situado à Av. 20 de Agosto, em prédio escolar onde funcionava a Escola Estadual Joaquim de Araújo e Silva. A utilização do espaço foi garantido mediante Termo de Cessão de Uso concedido pela Secretaria de Estado da Educação de Goiás em 04 de abril de 2014, até que sejam ultimados os procedimentos de doação. A unidade recebeu da Prefeitura municipal de Catalão a doação de área na zona rural do município, às margens da Rodovia GO-330, a 7 km de Catalão.
A microrregião de Catalão é compreendida dos municípios de Ouvidor, Três Ranchos, Cumari, Goiandira, Anhanguera, Nova Aurora, Corumbaíba, Davinópolis, e Campo Alegre. No âmbito da educação, possui a UEG/Ipameri, o Centro de Ensino Superior de Catalão-CESUC e a UFG/Catalão. No tocante a Educação Profissional, encontram-se unidades do SESI/SENAI, SENAC e SEPAC/Sectac.
O Campus Avançado Catalão oferece, desde fevereiro de 2014, os cursos Técnicos em Informática e em Mineração, na modalidade concomitante ou subsequente, a partir de janeiro de 2015, também na modalidade integrados ao ensino médio, ministrados por profissionais especialistas, mestres e doutores, proporcionando à população oportunidades de qualificação profissional para ocupar postos de trabalho dentro das inúmeras empresas e indústrias da região. Também oferece os cursos de Formação Inicial e Continuada (FIC), via PRONATEC e Educação à Distância-EAD, de nível técnico, iniciados em 2012, como proposta de educação profissional.

### Hidrolândia
O Campus Avançado Hidrolândia esta localizado a 8,5 KM da cidade, contamos com transporte para os alunos cedido pela prefeitura.
É oferecido o ensino médio integrado ao ensino técnico em Informática, A modalidade de ensino médio integrado ao ensino técnico é aquela que contempla, ao mesmo tempo, tanto a formação no ensino médio quanto a formação no ensino técnico, ou seja, o aluno terá aulas das disciplinas do ensino médio em conjunto com as disciplinas do curso técnico em turno integral (matutino e vespertino). Ao final o aluno terá a formação no ensino médio e no curso técnico. A instituição oferece café da manhã, almoço e lanche da tarde para esses discentes. O ensino do IF Goiano vem se destacando no ENEM com ótima colação.
São oferecidos também cursos de Técnico em Informática e de Agropecuária concomitantes ou subsequentes, com duração de um ano e meio a dois anos com funcionamento nos turnos matutino ou vespertino. Estes cursos oferecem apenas o curso técnico com suas disciplinas. Ao final o aluno terá a formação no curso técnico.
O corpo docente do Instituto conta com professores concursados com títulos de especialistas, mestres, doutores e pós-doutores. Além das aulas os professores oferecem atendimento individual uma vez por semana.
O Campus Avançado Hidrolândia apesar de novo, já conta com ótima estrutura, tendo já em funcionamento Laboratório de Informática, Bovinocultura, Suinocultura, Piscicultura e Refeitório. E em construção o laboratório de Fisiologia Vegetal, Guarita e também reformas em todo o Campus.

### Ipameri
Visando ampliar a oferta de cursos técnicos na região, o Câmpus Urutaí, a partir de 2014, conta com três novos Câmpus Avançados: Catalão, Cristalina e Ipameri, conforme Portaria nº 505 de 10/06/2014, do Ministro da Educação, publicada no Diário Oficial da União em 11/06/2014.
Para a implantação do Câmpus Avançado Ipameri, o Instituto Federal Goiano (IF Goiano) recebeu as instalações do Câmpus IV, ora desativado, da Pontifícia Universidade Católica de Goiás (PUC Goiás), o qual ocupa uma área de 29,04 hectares, ou seja, 6.00 alqueires, localizado às margens da Rodovia Lídio de Faria GO 307, no município de Ipameri-GO.
Como proposta de educação profissional, são ofertados, desde 2014, neste Câmpus Avançado, os Cursos Técnicos em: Administração e em Informática (modalidade concomitante/subsequente), considerando o estudo de demanda realizado no município e em sua área de abrangência. Além destes cursos, são ofertados Cursos de Formação Inicial e Continuada, via PRONATEC e Educação à Distância, em nível técnico.
Em 2015, como projeto de ampliação de sua oferta de ensino, foi implantado o ensino médio integrado ao ensino técnico em Comércio e de técnico em Redes de Computadores.
Com o objetivo de construir os Projetos Pedagógicos dos Cursos (PPCs) foram realizadas discussões com o grupo de profissionais, pertencentes ao Campus Avançado Ipameri, que visou à realidade do município de Ipameri para definir as prioridades e desenhar o perfil de atuação dos egressos dos cursos, considerando a perspectiva dos novos avanços tecnológicos que precisam ser dominados, no atual mundo do trabalho, e que exigem profissionais qualificados e com possibilidades de permanecerem em busca do conhecimento.

## Ingresso
O ingresso no IFGoiano se dá por meio ao Sistema de Seleção Unificado do MEC (SiSU) e processo seletivo próprio utilizando as notas obtidas no Enem nos 3 anos anteriores, sendo que a nota maior é a utilizada.
São mais de 1300 vagas em 17 cursos técnicos e superiores distribuídas nos 9 campus da instituição.